# محمد المنشد
محمد بن محمد بن أحمد البرشاوي المنياوي الشهير بالمنشد واحد من اعلي الأسانيد في العالم في القرآن الكريم. 
ولد عام17/7/1382هـ، الموافق 15/12/1962م، بقرية البرشا محافظة المنيا جمهورية مصر العربية.
```
يقرأ القرآن بالقراءات العشر تلقى القرآن على أيدي الاعلى إسنادا في الأرض 
```

الشيخ زكريا بن محمد علي عبد السلام الجماجوني المالكي الصغرى والكبرى والشيخ مصباح بن الشيخ علي ودن الدسوقي (العشر الصغرى).

## مولده ونشأته
ولد بقرية البَرْشَا ـ مركز مَلَّوِي ـ محافظة المنيا بصعيد مصرـ نشأ في أسرة متوسطة الحال، ولما بلغ ست سنوات مات أبوه، والتحق في هذا السن بالمدرسة الابتدائية، بقريته (البَرْشَا) فمكث بها ثلاث سنوات فقط، وعندما كان في السابعة من عمره التحق بالكُتَّاب الوحيد في قريته، والذي كان يقوم على التحفيظ فيه الشيخ/ أحمد الخطيب، فحفظ عنده من سورة الناس إلى سورة عبس....

## حفظه للقرآن
يقول الشيخ المنشد عن رحلته مع القرآن عندما كنتُ في السابعة من عمري التحقتُ بالكُتَّاب الوحيد في قريتنا والذي كان يقوم على التحفيظ فيه الشيخ أحمد الخطيب، فحفظتُ عنده من سورة الناس إلى سورة عبس....
ـ ثم انتقلتُ إلى الشيخ مُرْتَجِي في قرية مجاورة تسمى (نَزْلَة البَرْشَا)، وكان كفيف البصر، فمكثتُ عنده سبعة أشهر حفظتُ فيها أربعة أجزاء من القرآن الكريم، وكنتُ أذهبُ إليه ماشياً كل يوم، وكانت المسافة حوالي ثلاثة كيلومترات.....
ـ وكان لي ابنُ عمّ يسمى الشيخ رضوان وكان يحفظ أكثر مني، فحفظت معه سورة البقرة وآل عمران..... (ومن العجيب أن ابن عمي هذا أخذ مني بعد ذلك رواية شعبة وقراءة نافع وأجزته) ـ كل ذلك مع عدم وجود من يشجعني على حفظ القرآن، بل على العكس فكنتُ عندما أذهبُ إلى المسجد وأتركُ الأرض التي استأجرناها لزراعتها يضربونني لأجل ذلك، ولكني كنتُ أشعر من داخلي برغبة شديدة في أن أكون حافظاً للقرآن الكريم، وأن أكون شيخاً محفظاً له، كأنه شيء في دمي، فقررت – مع هذه التضييقات والمعارضات- أن أحفظ القرآن مهما كان الثمن...

## الشيوخ الذين تلقي عنهم القرآن
يذكر الشيخ من شيوخه:
1. الشيخ محمد بن عبد العزيز: القراءات السبع من طريق الشاطبية، وأجازني بذلك.
2. الشيخ عبد الودود بن شحاتة الملَّوَانِي (ولد في 1920م): العشر الصغرى كثيراً من القرآن، وكان أستاذي بمعهد القراءات، وأجازني بذلك وبباقي القرآن بالعشر الصغرى.
3. الشيخ جميل (من مركز دَيْرُوط – محافظة أسيوط): قرأت عليه بعض القرآن.
4. الشيخ عبد الجواد بن شيخنا محمد بن عبد العزيز: القراءات العشر ولم يعطني إسنادًا لأنه قال لي: يكفي أبي، تأدُّباً مع والده.
5. الشيخ عبد الشافي بن السيد محمد رجب: العشر الصغرى عام 1990 م، العشر الكبرى عام 1992م وذلك بالديار السعودية حينما كنا نعمل سويًا بالجمعية الخيرية للتحفيظk وكان الشيخ في ضيافتي دائماً.
6. الشيخ صاحب السند العالي/ زكريا بن محمد علي عبد السلام الدسوقي (ولد في 1927م): العشر الكبرى والصغرى، وأجازني بذلك.
7. الشيخ مصباح بن إبراهيم الدسوقي: العشر الصغرى، وأجازني بذلك.
8. الشيخ عبد المتعال منصور عرفة: بعض القرآن وذلك بالمدينة المنورة.
9. الشيخ الدكتور عبد العزيز إسماعيل: بعض القرآن وذلك بالرياض. وغير هؤلاء.

## تراثه
الإنتاج العلمي:
1. كتاب في رواية شعبة يسمى: (الدرة الذهبية في رواية شعبة من طريق الطيبة والشاطبية).
2. تسجيل العديد من متون التجويد والقراءات الهامة صوتياً، مثل: (تحفة الأطفال – الجزرية – الشاطبية – الدرة – الطيبة) وقامت بنشرها وتوزيعها شركة دار السلام.
3. كما سجلت شرح الشاطبية كاملاً بصوتي، بشركة دار السلام أيضاً.
4. ومن التسجيلات الصوتية المتداولة أيضاً:

- جزء النبأ برواية ورش – وأيضاً برواية خلف عن حمزة.
- جزء تبارك برواية ورش – وبرواية خلف عن حمزة.
- ومن الفاتحة إلى أول الحج برواية خلف عن حمزة.
- ومن الإسراء إلى الأنبياء وجزء الذاريات برواية ورش.
- تسجيل القرآن الكريم برواية ورش من طريق الأصبهاني، وكذا شرح طيبة النشر.
- تسجيل القرآن كاملا برواية حفص

## الوظائف التي عمل بها
1. محفظ للقرآن بالأزهر من 1980 إلى 1984م.
2. قارئ بإذاعة شمال الصعيد.
3. مدرس للقراءات بالسعودية، وإمام لأحد المساجد بمحافظة شقراء لمدة تزيد على 12 عاماً.
4. مدرس وموجه تابع للجمعية الخيرية للتحفيظ.
5. مدرس للقرآن تابع لوزارة الدفاع والطيران السعودية (وزارة الدفاع حاليا).
6. عضو في لجنة مراجعة المصاحف بالأزهر.
7. الإشراف على مركز الدكتور المعصراوي بمدينة نصر بالقاهرة.
8. الإشراف على مدارس تحفيظ القرآن الكريم بجنوب محافظة المنيا.
9. افتتتاح معهداً للقرآن باسمي بمحافظة قنا تابع لجماعة أنصار السنة المحمدية.

## أعلي أهل الأرض اسناداً
يتميز سند الشيخ بقوته وعُلُوِّه: فقد أخذ عن علماء أجلاء أثبات متقنين وهم عن أمثالهم إلى منتهاه.... كما أخذ عن أعلى المشايخ إسناداً في هذا العصر فأصبح بينه وبين الإمام ابن الجزري 12 رجلاً في العشر الصغرى و13 في الكبرى وهم كالاتي 
محمد بن محمد أحمد (المنشد) عن الشيخ زكريا محمد علي عبد السلام عن الشيخ الفاضلي علي أبو ليلة عن عبد الله بن عبد العظيم الدسوقي عن علي الحداد الأزهري علي شيخ القراء بالديار المصرية الشيخ إبراهيم بن بدوي العبيدي (كان حيا عام 1237 هـ وهو علي الشيخ عبد الرحمن بن عبد الله بن حسن بن عمر الاجهوري الفقيه المالكي المقرئ (المتوفي سنة 1198 هـ) وهو علي الشيخ الشهاب أبي السماح أحمد بن رجب بن محمد البقري القاهري الشافعي (1074 -1189 هـ) وهو علي شيخ قراء زمانه محمد بن قاسم بن إسماعيل البقري (1018 - 1111 هـ) وهو علي شيخ قراء مصر عبد الرحمن بن شحاذة اليمني (875 - 1050 هـ) وهو علي الشيخ علي بن غانم المقدسي (920-1004 هـ) وهو علي الشيخ محمد بن إبراهيم السمديسي (853 - 932 هـ) وهو علي الشيخ الشهاب أحمد بن اسد الاميوطي (808 - 872 هـ) وهو علي الإمام الحافظ حجة القراء شمس الدين ابي الخير محمد بن محمد بن محمد بن يوسف الجزري الشافعي (751-833 هـ) مؤلف الدرة وطيبة النشر وهو علي أبي علي الصالحي وهو علي أبي الحسن المقدسي وهو علي أبي اليمن الكندي وهو علي سبط الخياط البغدادي وهو علي ابن الثلجي وهو علي الإمام الحافظ أبي عمرو عثمان بن سعيد الداني (7371 - 444 هـ) مؤلف كتاب التيسير في القراءات السبع وهو علي ابي الحسن طاهر ابن غلبون المقرئ (المتوفي سنة 399 هـ) وهو علي ابي الحسن علي ابن محمد صالح الهاشمي المتوفي سنة 368 ÷ وهو علي ابي العباس أحمد بن سهل الاشناني المتوفي سنة 307 هـ وهو علي ابي محمد عبيد ابن الصباح المتوفي سنة 219 هـ وهو علي حفص بن سليمان بن المغيرة البزاز الكوفي المتوفي سنة 180 هـ وهو علي عاصم بن بهدلة بن أبي النجود المتوفي سنة 127 هـ وهو علي ابي عبد الرحمن عبد الله حبيب السلمي المتوفي 74 هـ وهو علي
عثمان بن عفان وعلي بن أبي طالب وعبد الله بن مسعود وابي بن كعب وزيد بن ثابت  واخذ هؤلاء عن الرسول صلي الله عليه وسلم
الذي تلقي القرآن عن جبريل عن رب العزة